# Sidymella longipes
Sidymella longipes är en spindelart som först beskrevs av Ludwig Carl Christian Koch 1874.  Sidymella longipes ingår i släktet Sidymella och familjen krabbspindlar.
Artens utbredningsområde är Queensland. Inga underarter finns listade i Catalogue of Life.